# Щелкун угольный
Щелкун угольный (лат. Athous jugicola) — вид щелкунов из подсемейства Dendrometrinae.

## Распространение
Встречается в Испании, Италии и Албании. На территории бывшего СССР распространён в Восточном Закавказье.

## Описание

### Проволочники
Проволочник в длину достигает до 25 мм. Размеры бугорков на боковых краях площадки резко увеличиваются от основания к вершине площадки, бугорки у вершине площадки в два раза крупнее бугорков у основания.